# 天目山蓝
天目山蓝（学名：Peristrophe tianmuensis）为爵床科观音草属的植物，为中国的特有植物。草本，高约30-35厘米，茎具6钝棱，嫩枝上被短小硬毛。分布在中国大陆的浙江等地，目前尚未由人工引种栽培。